# 9612 Belgorod
9612 Belgorod (1992 RT7) là một tiểu hành tinh vành đai chính được phát hiện ngày 4 tháng 9 năm 1992 bởi L. V. Zhuravleva ở Đài vật lý thiên văn Crimean.